# La Bête quaternaire
La Bête quaternaire est un roman de Renée Massip paru le 13 septembre 1963 aux éditions Gallimard et ayant reçu le Prix Interallié la même année.

## Éditions
- La Bête quaternaire, Éditions Gallimard, 1963,  (ISBN 2070242641).